# Jeremy Agbonifo
Jeremy Nosakhare Agbonifo, född 24 oktober 2005, är en svensk-nigeriansk fotbollsspelare som spelar för franska Lens, på lån från BK Häcken.

## Karriär
Agbonifos moderklubb är Lärje/Angered IF. Han spelade som ung även i BK Häcken men värvades i november 2021 av portugisiska Porto.
I februari 2024 återvände Agbonifo till BK Häcken, där han skrev på ett kontrakt till sommaren 2027. Agbonifo gjorde allsvensk debut den 20 juli 2024 i en match mot IFK Värnamo. Samma månad gjorde han sina två första mål mot luxemburgska F91 Dudelange i kvalomgången i Conference League 2024/2025.
Den 29 januari 2025 lånades Agbonifo ut till franska Lens med en köpoption inkluderad. Två dagar senare gjorde han sin Ligue 1-debut som inhoppare och gjorde mål efter endast en minut på planen i en match mot Montpellier.